# Determinação sexual

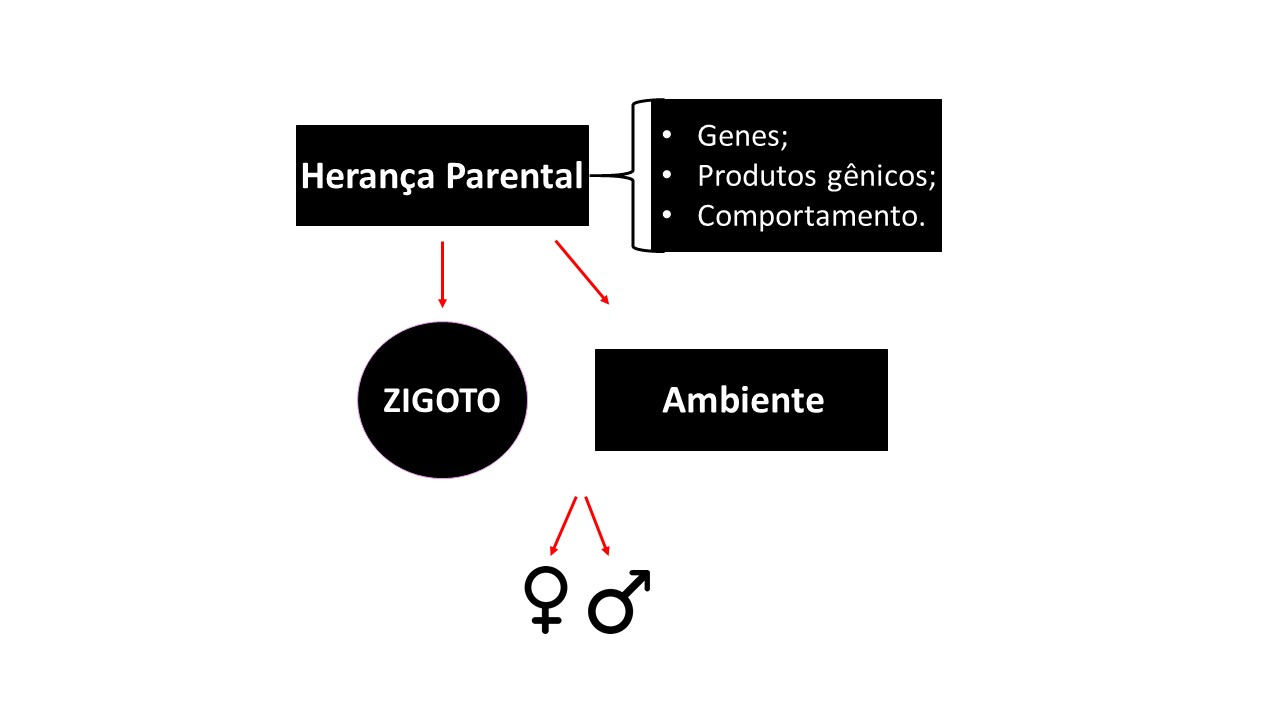
Imagem 1 – Interação entre fatores de herança parental (genes, produtos gênicos e comportamento), fatores zigóticos e fatores ambientais para formação do sistema de determinação sexual.

A determinação sexual é o processo biológico que determina o desenvolvimento de características sexuais de um organismo. Ao longo da evolução da reprodução sexuada, diversos mecanismos de determinação e regulação do desenvolvimento sexual foram sendo selecionados nas diferentes espécies. Estes mecanismos podem ser classificados como zigóticos, maternos ou ambientais de acordo com a origem de seu sinal de determinação sexual. A interação desses componentes (fatores genéticos no genoma do zigoto, produtos gênicos transmitidos pelos pais, e condições ambientais durante o desenvolvimento) formam o complexo sistema de determinação sexual (imagem 1).
A maioria dos casos apresenta determinação sexual cromossômica, geralmente está associada a uma combinação dos diferentes cromossomos sexuais, compensação de alelos determinantes e até mesmo com a haploidia. Também é bastante comum a determinação de acordo com aspectos do ambiente em que o organismo está se desenvolvendo, como temperatura, ou mesmo após o desenvolvimento, variando o sexo de acordo com a proporção de machos e fêmeas na população, por exemplo.

## Determinação sexual cromossômica
Os cromossomos sexuais são as entidades mais dinâmicas em qualquer genoma, apresentando morfologia, conteúdo gênico e evolução únicos. Eles aparecem várias vezes e de maneira independente na evolução dos vertebrados, e apresentam morfologias altamente variáveis nos diferentes táxons. Além da notável supressão de recombinação que geralmente ocorre nesses cromossomos, observa-se como provável consequência a perda de alguns genes e acumulação de sequências repetitivas em um dos homólogos (Y ou W).

### Sistema XX/XY de determinação do sexo
Este sistema é o mais conhecido e estudado, determinando o sexo de humanos e na grande maioria de outros mamíferos, além de alguns insetos e plantas. Nele, a fêmea possui dosagem dupla do mesmo cromossomo sexual (XX) e o macho um de cada cromossomo sexual (XY).
Há variação de espécie para espécie em relação a quais genes são responsáveis pela determinação e consequente diferenciação. Em algumas espécies, por exemplo, o principal é o gene SRY do cromossomo Y, onde sua presença ou ausência implica na formação gônadas masculinas ou femininas, respectivamente. Em outras, é a dupla dosagem de X de que determina os caracteres femininos e a metade dessa dosagem desencadeará a formação de caracteres masculinos.

### Sistema XX/X0 de determinação do sexo
Assim como no sistema XY, no X0 as fêmeas também possuem dupla dosagem do cromossomo X (XX), porém os machos não possuem um par de cromossomos sexuais, apenas possuem uma cópia do cromossomo X. Além desse padrão, em C. Elegans também é visto este sistema, porém a dupla dosagem do cromossomo X corresponde a um organismo hermafrodita. A maioria dos insetos apresentam sistema XX/X0, além de alguns mamíferos e nematodes.

### Sistema ZW/ZZ de determinação do sexo
Comparado com o sistema XY, o ZW é o oposto. A dupla dosagem do cromossomo sexual Z (ZZ) corresponde ao macho e o par de cromossomos sexuais diferentes (ZW), a fêmea. No caso das aves e na maioria dos outros organismos que possuem esse sistema, a presença ou não de W é o fator determinante, mas existem casos em que a dupla dosagem parece ser o fator determinante, como em Lepidoptera, mas ainda estão sendo estudados.

### Haplodiploidia
É o sistema onde machos nascem de ovos não fertilizados, portanto indivíduos haploides, enquanto as fêmeas nascem de ovos fertilizados, ou seja, indivíduos diploides. Esse sistema de determinação sexual ocorre em todos os insetos das ordens Hymenoptera e Thysanoptera.

### Balanço Gênico
Em Drosophilas, por exemplo, vigora o sistema XX/XY, porém o sexo é determinado pela relação X:A (índice sexual), ou seja, a quantidade de cromossomos X sobre a quantidade de cromossomos autossomos. As fêmeas são geralmente 2X:2A (índice sexual 1) e os machos X:2A (índice sexual 0,5). O cromossomo Y possui poucos genes, geralmente relacionado a características específicas masculinas, como motilidade do espermatozoide. Inclusive, machos que não possuem o cromossomo Y são estéreis.

## Determinação sexual dependente de fatores ambientais
Espécies com determinação sexual dependente do ambiente geralmente não possuem diferenças sexuais na concepção, e sua primeira diferenciação sexual tende a ser devido à indução por algum fator externo. É interessante observar que em espécies com este tipo de determinação sexual é mais fácil explicar a evolução de mecanismos que garantam uma taxa sexual de 1 macho:1 fêmea.

### Determinação do sexo dependente da temperatura
Entre algumas espécies de répteis, incluindo jacarés, tartarugas e lagartos, o sexo da prole é determinado pela temperatura de incubação dos ovos. Existe um período da incubação de hipersensibilidade à temperatura podendo desencadear a atividade de uma enzima ou ativar genes específicos para dar continuidade a diferenciação.
Em espécies que possuem determinação sexual dependente da temperatura na natureza, geralmente no início da época de reprodução (quando está mais frio) são geradas mais fêmeas, enquanto no fim desta época (quando está mais quente) são gerados mais machos.

### Outras determinações sexuais dependentes de fatores ambientais

#### Reversão sexual e hermafroditismo sequencial
Reversão sexual  é o processo em que o organismo muda de um sexo para o outro dependendo das condições ambientais/sociais, alguns sendo chamados hermafroditas sequenciais. Alguns exemplos como algumas espécies de caracóis passam a parte inicial da sua vida adulta como machos e, mais tarde, tornam-se fêmeas ou determinadas espécies de peixes onde o organismo dominante é torna-se de um sexo enquanto os demais do grupo permanecem do sexo oposto.

#### Taxa de aromatase
A aromatase é uma enzima que converte testosterona em estradiol e a sua taxa no ambiente de desenvolvimento de aves e répteis parece ser importante. Apesar de ainda estar sendo estudada a sua atuação específica na determinação sexual, esta enzima já tem papel na área de conservação dessas espécies, equilibrando a proporção de machos e fêmeas de espécies ameaçadas.
Sabe-se que a aromatase pode mediar a reversão sexual nas duas direções, além de muitas vezes estar ligada a inibição dessa reversão. 